# Robert William Buss
Robert William Buss (Londra, 4 agosto 1804 – Islington, 26 febbraio 1875) è stato un artista britannico.

## Formazione
Nato nella zona di Aldersgate, Buss iniziò la sua carriera come apprendista presso la bottega del padre, famoso incisore e smaltatore. Successivamente, continuò la sua formazione presso George Clint, miniaturista, pittore di acquerelli e incisore in mezzatinta.
All'inizio della sua carriera, Buss si specializzò nei ritratti di attori, tra cui William Charles Macready, John Pritt Harley e John Baldwin Buckstone. Espose 112 ritratti tra il 1826 e il 1859, di cui venticinque alla Royal Academy, venti al British Institution, quarantacinque alla Royal Society of British Artists, sette alla New Watercolour Society, e quindici altrove.

## Il circolo Pickwick
Buss fu incaricato da Chapman e Hall, editori di Charles Dickens, di creare due illustrazioni per Il circolo Pickwick, dopo il suicidio dell'illustratore Robert Seymour. Buss si mise immediatamente al lavoro, e preparò molti schizzi preparatori, cinque dei quali sono tuttora conservati alla Pierpont Morgan Library di New York. I suoi lavori furono giudicati idonei, ma la tecnica dell'acquaforte non gli era familiare, così ingaggiò un incisore esperto. Alla fine del lavoro però, Buss si rese conto che mancava completamente "il tocco libero di un lavoro originale", e che le immagini da lui fatte incidere fossero poco ispirate e prive di vita. Tuttavia, poiché il tempo stringeva, consegnò il lavoro. Gli editori lo congedarono sommariamente, fatto che preoccupò Buss per il resto della sua vita, e si rivolsero a Hablot Knight Browne. Nonostante il licenziamento, Buss non coltivò rancore nei confronti di Dickens, di cui rimase ammiratore per il resto della vita, e, anzi, realizzò dipinti celebrativi del lavoro dello scrittore, tra cui l'incompiuto sogno di Dickens.

## Opere successive e vita familiare
Nel 1837, gli editori Saunders e Otley ingaggiarono Buss per illustrare una nuova edizione del Peter Simple di Frederick Marryat, mentre Henry Colburn gli commissionò le illustrazioni de The Widow Married, di Frances Trollope. Il risultato del suo lavoro fu soddisfacente, e presto gli arrivarono altre commissioni, tra cui alcune incisioni in legno per Charles Knight.
Nel frattempo, Buss si era sposato il 21 marzo del 1826 con Frances Fletwood. La coppia si stabilì a Camden Town ed ebbe dieci figli, sei dei quali sopravvissero all'infanzia. La loro unica figlia femmina, Frances Mary Buss, divenne una famosa educatrice, venendo assistita in questo per molti anni dal padre e dai fratelli Alfred e Septimus.
Nel 1845, assillata da preoccupazioni economiche, la moglie di Buss istituì una scuola a Kentish Town, al numero 14 di Clarence Road. Negli stessi locali, sua figlia Frances iniziò a dare lezioni mattutine, fornendo un'educazione liberale alle giovani ragazze che la frequentavano. Nel 1850, Frances e la madre traslocarono in locali più ampi a Holmes Terrace, e Buss diede il suo contributo insegnando disegno e, in seguito, anche scienze, letteratura ed eloquenza. Nello stesso anno, la moglie di Buss si ritirò dall'insegnamento.
Oltre alle materie sopra citate, Buss fece ricerche sui primi stampatori britannici, e diede lezioni sull'argomento nella scuola della figlia. A partire dal 1853, preparò una serie di quattro discorsi, accompagnati da trecento esempi grafici, che presentò in molti istituti letterari e scientifici di Londra e dintorni. Questi discorsi furono poi pubblicati come English Graphic Satire, un libro in cui fornì anche diversi esempi del lavoro dei suoi predecessori. Buss diede anche lezioni sulla tecnica dell'affresco, che però non furono pubblicate, mentre dal 1850 al 1852 scrisse The Fine Art Almanack.
Alla notizia della morte di Dickens nel giugno del 1870, Buss fu spinto a creare un gigantesco acquerello, intitolato Il sogno di Dickens, che ritrae il celebre scrittore dormiente e circondato da molti dei suoi personaggi nel suo studio di Gad's Hill Place. Il tavolo, la sedia e lo sfondo ricordano quelli de The Empty Chair, un'opera di Samuel Luke Fidles realizzata subito dopo la morte di Dickens. Il dipinto fu l'ultimo tentativo di Buss di riprodurre i personaggi di Dickens, e con grande modestia, riprodusse le illustrazioni degli illustratori che avevano lavorato dopo di lui. Tuttavia, il 26 febbraio del 1875, Buss morì nella sua casa di Camden Street prima di finire il lavoro. Fu sepolto al Cimitero di Highgate, nel Middlesex. Attualmente, Il Sogno di Dickens è esposto al Charles Dickens Museum di Londra.